# Thomas Strakosha
Thomas Strakosha, né le 19 mars 1995 à Athènes (Grèce), est un footballeur international albanais qui évolue au poste de gardien de but à l'AEK Athènes.

## Biographie
Thomas Strakosha est le fils de Foto Strakosha, footballeur international albanais qui évoluait également au poste de gardien de but.

### En équipe nationale
Thomas Strakosha fait ses débuts en faveur de l'équipe d'Albanie le 24 mars 2017, face à l'Italie, lors d'un éliminatoire de la Coupe du monde 2018 durant lequel le sélectionneur Gianni De Biasi le titularise (défaite 2-0).
Il est retenu dans la liste des 26 joueurs albanais du sélectionneur Sylvinho pour participer à l'Euro 2024.

## Palmarès
Avec la Lazio Rome
- Vainqueur de la Supercoupe d'Italie en 2017 et en 2019
- Vainqueur de la Coupe d'Italie en 2013 et 2019

Avec l'Albanie
- Premier groupe 4 Ligue C en Ligue des Nations UEFA en 2020

## Statistiques
Le tableau ci-dessous récapitule les statistiques de Thomas Strakosha lors de sa carrière en club :
| Saison                | Club                  | Championnat           | Championnat | Championnat | Coupe nationale | Coupe nationale | Coupe de la Ligue | Coupe de la Ligue | Supercoupe | Supercoupe | Compétition(s) continentale(s) | Compétition(s) continentale(s) | Compétition(s) continentale(s) | Total | Total |
| Saison                | Club                  | Division              | M.          | B.          | M.              | B.              | M.                | B.                | M.         | B.         | Comp.                          | M.                             | B.                             | M.    | B.    |
| 2015-2016             | US Salernitana (prêt) | Serie B               | 11          | 0           | 2               | 0               | -                 | -                 | -          | -          | -                              | -                              | -                              | 13    | 0     |
| Sous-total            | Sous-total            | Sous-total            | 11          | 0           | 2               | 0               | 0                 | 0                 | 0          | 0          | -                              | 0                              | 0                              | 13    | 0     |
| 2016-2017             | Lazio Rome            | Serie A               | 21          | 0           | 4               | 0               | -                 | -                 | -          | -          | -                              | -                              | -                              | 25    | 0     |
| 2017-2018             | Lazio Rome            | Serie A               | 38          | 0           | 4               | 0               | -                 | -                 | 1          | 0          | C3                             | 10                             | 0                              | 53    | 0     |
| 2018-2019             | Lazio Rome            | Serie A               | 35          | 0           | 5               | 0               | -                 | -                 | -          | -          | C3                             | 4                              | 0                              | 44    | 0     |
| 2019-2020             | Lazio Rome            | Serie A               | 38          | 0           | 1               | 0               | -                 | -                 | 1          | 0          | C3                             | 4                              | 0                              | 44    | 0     |
| 2020-2021             | Lazio Rome            | Serie A               | 9           | 0           | 1               | 0               | -                 | -                 | -          | -          | C1                             | 1                              | 0                              | 11    | 0     |
| 2021-2022             | Lazio Rome            | Serie A               | 23          | 0           | -               | -               | -                 | -                 | -          | -          | C3                             | 8                              | 0                              | 31    | 0     |
| Sous-total            | Sous-total            | Sous-total            | 164         | 0           | 15              | 0               | 0                 | 0                 | 2          | 0          | -                              | 27                             | 0                              | 208   | 0     |
| 2022-2023             | Brentford FC          | Premier League        | -           | -           | 1               | 0               | 1                 | 0                 | -          | -          | -                              | -                              | -                              | 2     | 0     |
| 2023-2024             | Brentford FC          | Premier League        | 2           | 0           | 2               | 0               | -                 | -                 | -          | -          | -                              | -                              | -                              | 4     | 0     |
| Sous-total            | Sous-total            | Sous-total            | 2           | 0           | 3               | 0               | 1                 | 0                 | 0          | 0          | -                              | 0                              | 0                              | 6     | 0     |
| Total sur la carrière | Total sur la carrière | Total sur la carrière | 177         | 0           | 20              | 0               | 1                 | 0                 | 2          | 0          | -                              | 27                             | 0                              | 227   | 0     |